# 北名古屋市図書館
北名古屋市図書館（きたなごやしとしょかん）は、愛知県北名古屋市の公共図書館の総称。
師勝町図書館を前身とする北名古屋市東図書館、西春町図書館を前身とする北名古屋市西図書館の2館からなっていたが、西図書館は2021年（令和3年）9月30日をもって廃止され、東図書館に統合された。

## 歴史

### 北名古屋市発足前

#### 師勝町図書館（1990年 - 2006年）

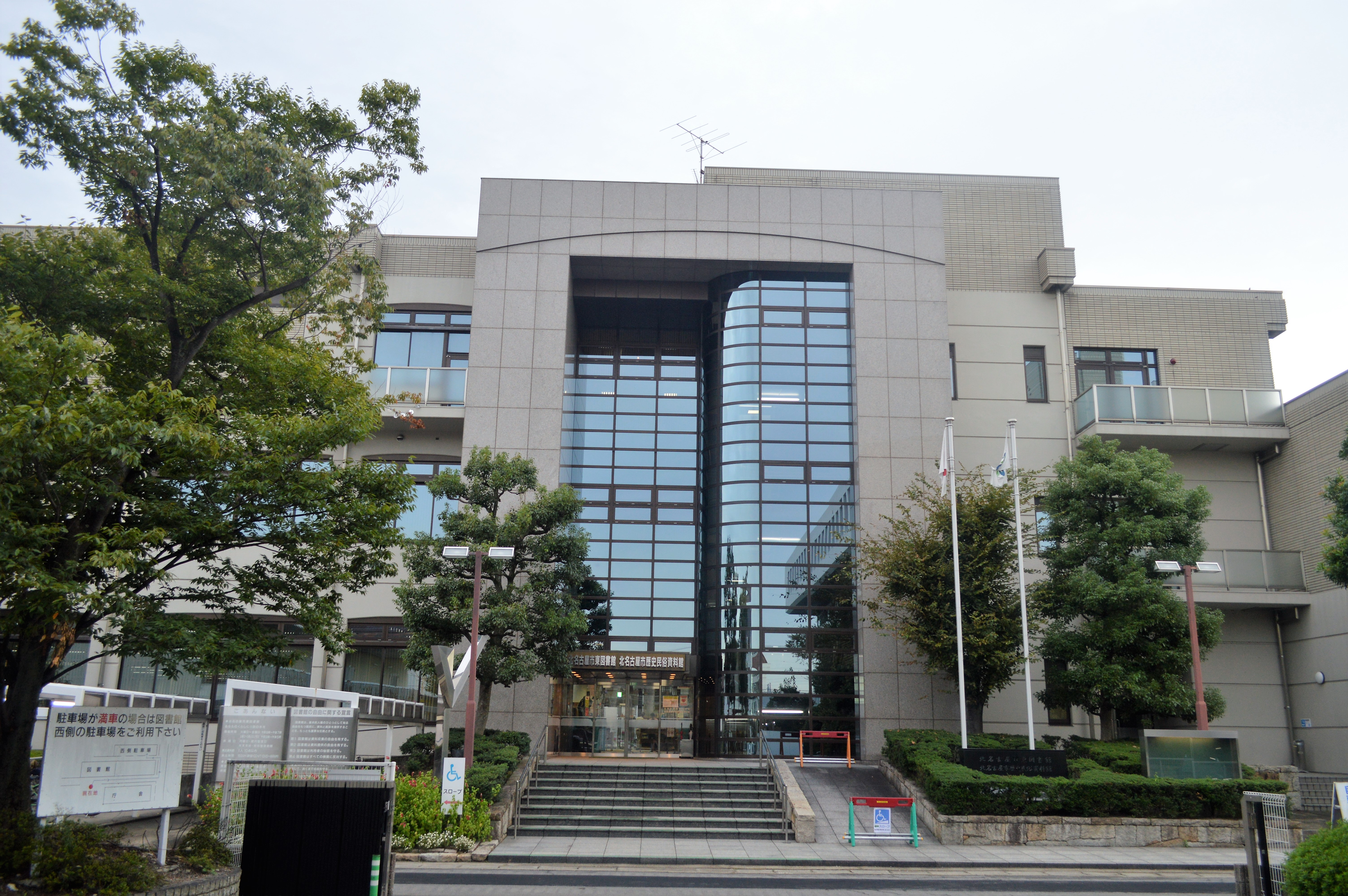
北名古屋市東図書館

1987年（昭和62年）7月、西春日井郡師勝町は「図書館及び歴史民俗資料館建設調査委員会」を発足させ、11月には調査委員会が師勝町に対して建設基本計画提言書を提出した。1988年（昭和63年）3月には師勝町が図書館及び歴史民俗資料館建設計画書を策定し、6月には建築設計競技によって設計業者を決定した。同年10月に着工すると、1990年（平成2年）1月26日には竣工式が行われた。総事業費は13億6000万円。
1990年3月29日に開館式が行われ、4月1日に師勝町図書館と師勝町歴史民俗資料館が開館した。1990年度末の蔵書冊数は58,965冊、1990年度の貸出冊数は167,701冊であり、住民1人あたり貸出冊数は4.2冊だった。
建物中央部は3階までの吹き抜けとなっており、壁面には「太陽と緑」をテーマとする壁画が描かれている。地下1階は駐車場、1階は一般書架や視聴覚コーナー、2階は学習室や会議室やビデオ編集室、3階は歴史民俗資料館である。歴史民俗資料館の開館は西春日井郡で初のことだった。玄関の二重自動ドア、間隔の広い書架の配置、地下駐車場などが評価され、1992年1月には愛知県の快適空間賞を受賞した。
1991年（平成3年）7月にはCDの貸出を開始し、1992年（平成4年）4月には障害者向けの郵送貸出を開始した。一般書と漫画の境界がなくなりつつあることから、1992年9月上旬には漫画本の貸出を開始した。『ドラえもん』、『美味しんぼ』、『ドラゴンボール』、『課長島耕作』など約350冊を購入し、順番待ちができるほどの人気を博した。1994年10月には入館者数が100万人を超えた。
1998年（平成10年）5月7日には入館者数が200万人を超えた。2001年（平成13年）7月には入館者数が300万人を超えた。2004年（平成16年）6月5日には入館者数が400万人を超えた。この頃には師勝町外からの利用者も多いという。2004年度末の蔵書冊数は173,734冊、2004年度の貸出冊数は458,574冊であり、住民1人あたり貸出点数は10.4冊だった。

#### 西春町図書館（1992年 - 2006年）

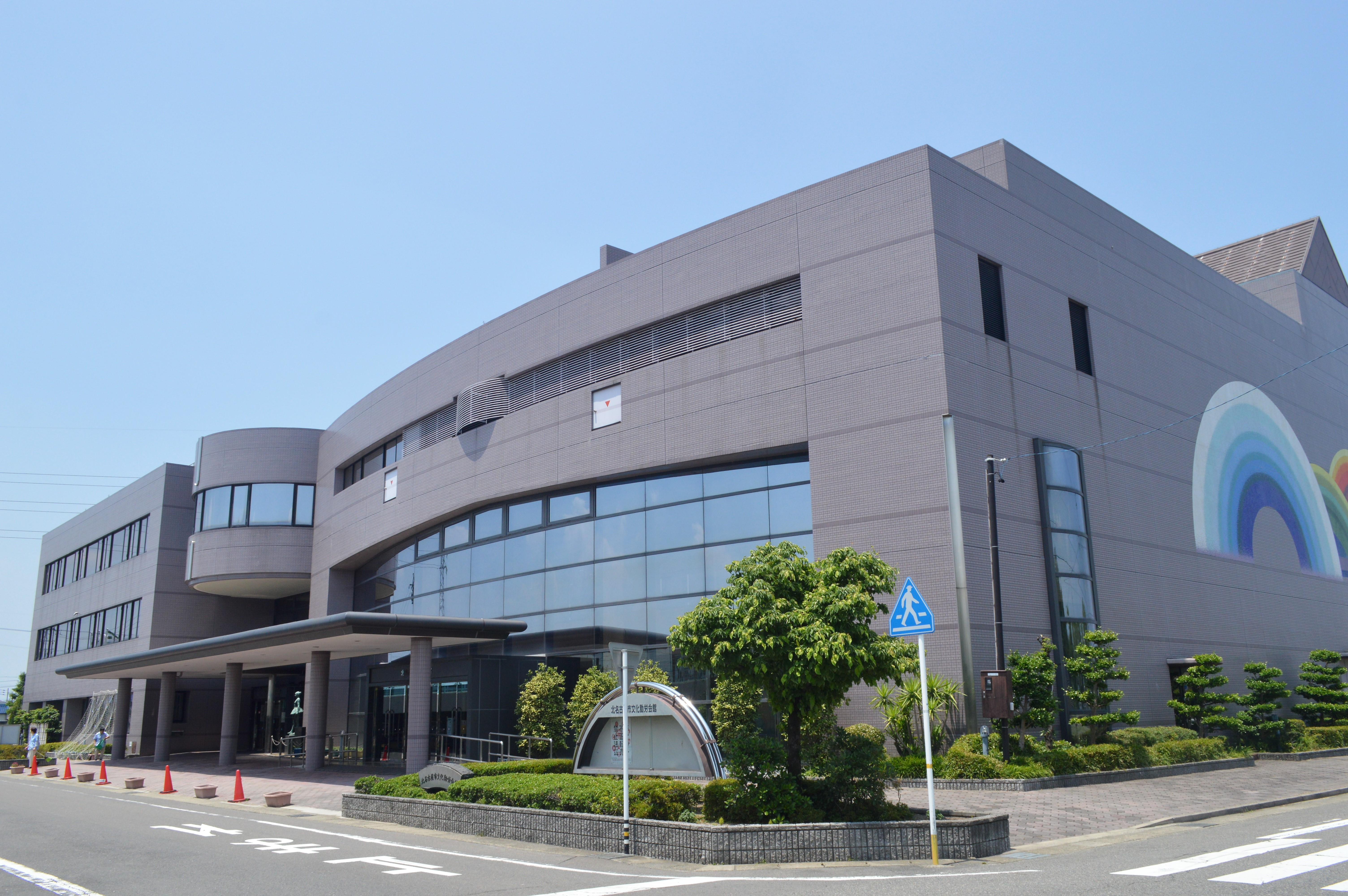
北名古屋市西図書館が入る北名古屋市文化勤労会館

1987年（昭和62年）、西春日井郡西春町は総合計画策定のために住民の意識調査を行い、1989年（平成元年）12月には複合文化施設の建設を盛り込んだ第三次西春町総合計画基本構想を策定した。計画段階では星や宇宙に関する書籍を軸に据えた「星の図書館」とすることを構想していた。日本図書館協会によると「星の本を集めた公立図書館は聞いたことがない」という。
西春町は建築設計競技によって設計業者を決定。1990年（平成2年）9月に複合施設の工事を着工し、1992年（平成4年）6月に竣工、同年7月5日に西春町図書館を含む西春町勤労文化会館が開館した。1階と2階は761席のホールを持つ西春町文化会館・西春町公民館・西春町勤労福祉会館であり、3階が西春町図書館となっている。図書館の天井の一角はガラス張りとしており、夜間には星を眺めることができる。開館時の職員数は館長を含めて5人（うち司書資格保有者4人）であり、開館当初から窓口業務にコンピュータを導入している。
1993年度（平成5年度）末時点の蔵書冊数は58,958冊、1993年度の貸出冊数は156,583冊だった。1994年（平成6年）4月1日時点の西春町の人口は32,911人である。1994年10月には名鉄犬山線西春駅にブックポストを設置し、同時に館内では漫画本の貸出を開始した。1997年（平成9年）2月にはビデオの館外貸出を開始し、3月には西春町在住者以外への館外貸出を開始した。1998年（平成10年）5月には西春町役場にもブックポストを設置した。2003年（平成15年）3月にはインターネットによる蔵書検索サービス(OPAC)を開始し、8月にはブックスタート事業を開始した。
2003年度（平成15年度）には蔵書点数がわずかに10万冊を超えたが、2004年度（平成16年度）には再び10万冊を下回っている。2004年度の蔵書点数は98,238点、貸出点数は239,050点であり、住民1人あたり貸出点数は7.0点だった。

### 北名古屋市発足後

#### 北名古屋市東 / 西図書館（2006年 - ）
2005年度（平成17年度）の2館を合わせた蔵書数は271,113冊であり、西尾張地方16市町村では一宮市（一宮市立図書館、686,736冊）、稲沢市（稲沢市図書館、363,623冊）に次いで蔵書数が多かった。2006年（平成18年）3月20日に師勝町と西春町が合併して北名古屋市となり、師勝町図書館は北名古屋市東図書館に、西春町図書館は北名古屋市西図書館に改称した。
北名古屋市発足後、東図書館の利用者には旧西春町の住民が増えているという。2006年12月15日には東図書館の入館者数が500万人を超えた。2007年（平成19年）4月には両館で開館時間を変更。東図書館は平日が「9時から19時」、土日祝日が「9時から17時」となった。西図書館は平日が「9時から19時、ただし水曜と金曜は9時から21時」、土日祝日は「9時から17時」となった。
2009年（平成21年）2月には電算機器を更新し、東図書館と西図書館のシステムを統合した。利用者カードを両館共通とされ、ウェブサイトからの図書の予約が可能となった。2009年9月25日には東図書館の入館者数が600万人を超えた。2011年（平成23年）11月には雑誌スポンサー制度を導入した。2012年（平成24年）1月には名古屋芸術大学附属図書館と相互利用に関する協定を締結し、北名古屋市民が附属大学図書館を利用できるようになった。
北名古屋市は持続的な財政運営を行うために公共施設の廃止や統合を進めている。西図書館は2021年（令和3年）9月30日をもって廃止され、東図書館に統合された。